# George Clinton (Admiral)
Hon. George Clinton (* 1686 in England; † 10. Juli 1761 ebenda) war ein britischer Marineoffizier und Kolonialgouverneur, zuletzt im Rang eines Admiral of the Fleet.

## Leben
Der Geburtsort von George Clinton wird in den Quellen unterschiedlich angegeben. Einmal wird der Ort Stourton Parva in Lincolnshire und an anderer Stelle Oxfordshire als Geburtsort genannt. Er war ein jüngerer Sohn des Francis Clinton, 6. Earl of Lincoln, aus dessen zweiter Ehe mit Susanna Penyston. Seit dem Jahr 1708 diente er in der Royal Navy. Durch den Einfluss seines Schwagers Thomas Pelham-Holles, 1. Duke of Newcastle-upon-Tyne, konnte er dort schnell aufsteigen. Bereits im Jahr 1716 wurde er zum Captain befördert. In den Jahren 1720 bis 1722 kommandierte er britische Schiffe in der Ostsee. Nach einer vierjährigen Pause wurde er 1726 im Mittelmeer eingesetzt, wo er unter anderem britischen Handelsschiffen Geleitschutz gewährte. Im Jahr 1732 wurde er zum Commodore befördert. Im gleichen Jahr befehligte er einen britischen Schiffskonvoi in die britische Newfoundland Colony. Damals war er auch für kurze Zeit Kolonialgouverneur dieser Kolonie.
In den weiteren 1730er Jahren war George Clinton in verschiedenen europäischen Gewässern eingesetzt. 1737 wurde er Befehlshaber der britischen Mittelmeerflotte. Um 1740 geriet er in finanzielle Schwierigkeiten. Da half ihm erneut sein Schwager, indem er ihm die Stelle des Kolonialgouverneurs der Provinz New York verschaffte. Obwohl die Ernennung bereits 1741 erfolgte, kam Clinton aber erst im September 1743 dort an. Dieses Amt sollte er bis 1753 bekleiden. 1743 wurde er zum Rear-Admiral, 1744 zum Vice-Admiral und 1747 zum Admiral befördert. In New York stützte sich der neue Gouverneur zunächst auf James De Lancey, den Obersten Richter der Kolonie. Im Jahr 1746 entbrannte ein politischer Streit in der Kolonie. Dabei ging es um einen von London angeordneten Feldzug gegen das französische Kanada. Der Gouverneur wollte die Anweisungen ausführen stieß aber auf den Widerstand vieler Kolonisten, vor allem der dortigen Kaufleute und der liberalen Partei. Dieser Opposition hatte sich inzwischen auch De Lancey angeschlossen, der ab 1746 nun ein entschiedener Gegner des Gouverneurs war. Das alles geschah vor dem Hintergrund des King George’s Wars. Nach dem Ende dieses Krieges gingen die innenpolitischen Auseinandersetzungen mit der von De Lancey angeführten Partei weiter. Im Oktober 1753 gab Gouverneur Clinton auf. Er wurde durch Danvers Osborn ersetzt.
Er kehrte nach England zurück und war ab 1754 bis zu seinem Tod im Jahr 1761 als Abgeordneter für Saltash in Cornwall Mitglied des britischen Parlaments. 1757 wurde er zum Admiral of the Fleet befördert und wurde damit Oberbefehlshaber der britischen Flotte. Auch dieses Amt bekleidete er bis zu seinem Tod am 10. Juli 1761. Aus seiner Ehe mit Anne Carle († 1761) hatte er zwei Töchter sowie vier Söhne, von denen nur einer das Erwachsenenalter erreichte:
- Mary Clinton ⚭ Sir Francis Willes;
- Lucy Mary Clinton († 1750) ⚭ Robert Roddam (1719–1808), britischer Admiral;
- Sir Henry Clinton (1738–1795), britischer General während des Amerikanischen Unabhängigkeitskrieges, ⚭ Harriet Carter.